# 西柏坡镇
西柏坡镇，是中华人民共和国河北省石家庄市平山县下辖的一个乡镇级行政单位。西柏坡距华北重镇石家庄市区90公里。1948年5月，中共中央、中国人民解放军总部移驻这里。中国共产党第七届中央委员会第二次全体会议，于1949年3月5日至13日在河北省西柏坡举行。1949年3月23日，中共中央、中央军委和中国人民解放军总部，从西柏坡迁入北平。1978年，西柏坡中共中央旧址和西柏坡纪念馆正式对外开放。

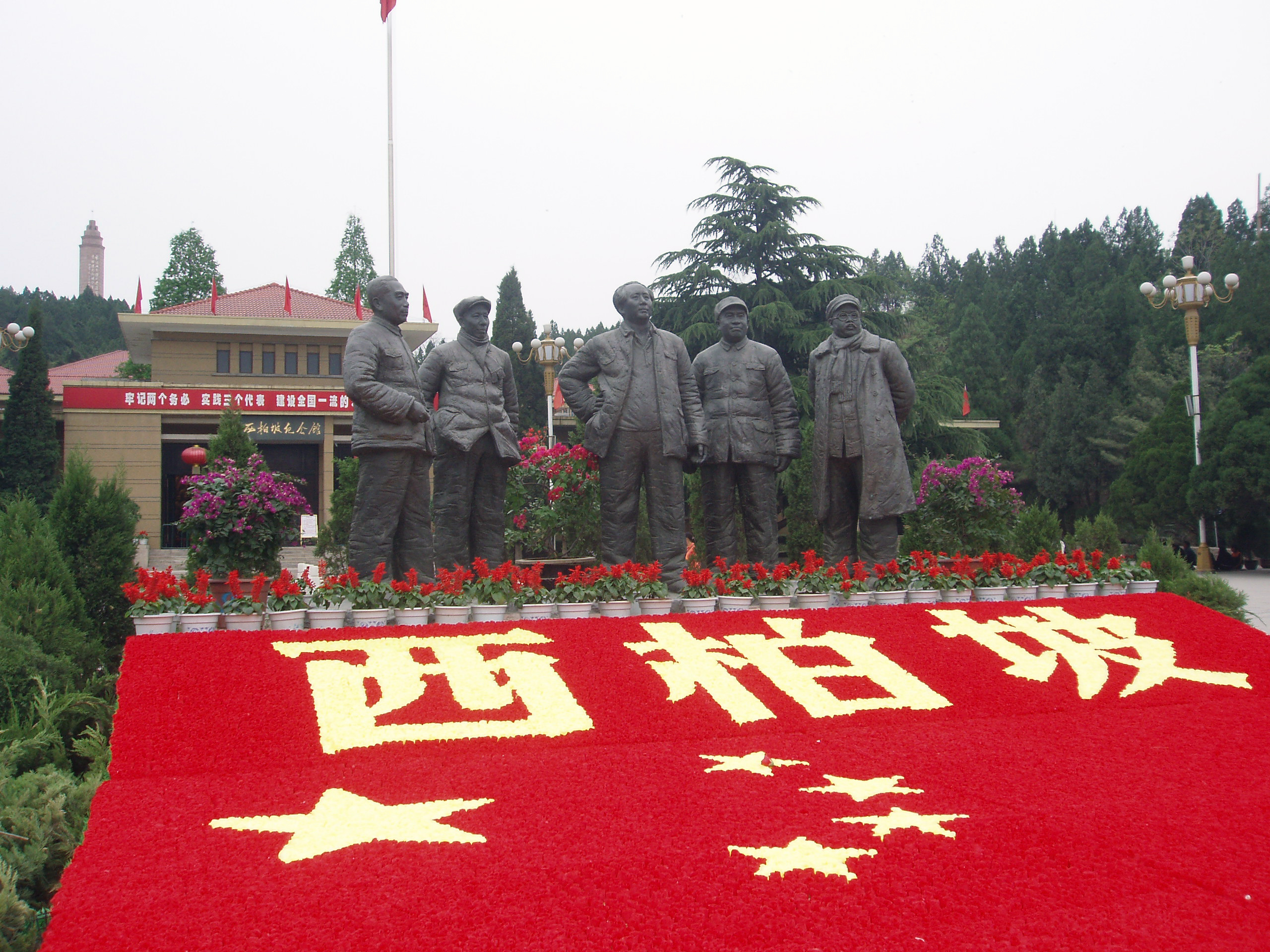
西柏坡纪念馆前面的当时中共核心领导塑像-毛泽东、朱德、刘少奇、周恩来和任弼时

西柏坡主要建设有西柏坡纪念馆，是全国著名革命纪念地和中宣部命名的全国百个爱国主义教育示范基地。2019年被评为中国文化百强镇。
“西柏坡是毛主席、党中央进驻北平解放中国的最后一个农村指挥所，指挥三大战役在此，召开党的七届二中全会在此。”（周恩来语）西柏坡以其在中国历史上的重要地位成为中国革命纪念地之一。河北省石家庄市西柏坡景区可供参观的景点有西柏坡中共中央旧址、西柏坡纪念馆、西柏坡石刻园、国家安全教育馆、五大书记铜铸像、西柏坡纪念碑、西柏坡青少年文明园等，已形成一个完整的、多层次的爱国主义教育体系。 
河北省石家庄市西柏坡景区是中国较为出名的革命纪念地和中宣部命名的中国百个爱国主义教育示范基地之一、全国精神文明建设先进单位、国家重点风景名胜区、 全国优秀社会教育基地、全国红色旅游经典景区。 2011年，河北省石家庄市西柏坡景区被评为国家AAAAA级景区。

## 行政区划
西柏坡镇下辖以下地区：西柏坡村、窑上村、燕尾沟村、通家口村、南庄村、北庄村、西沟村、粱家沟村、东柏坡村、陈家峪村、盖家峪村、夹峪村、柏里村、西坡村、霍家沟村和讲里村。

## 历史变革
西柏坡原名“柏卜”，始建于唐代。
民国二十四年（1935年），一位教书先生把“卜”改为“坡”，于是就有了西柏坡。
民国三十六年（1947年）5月，以刘少奇、朱德为首的中央工作委员会先期进驻西柏坡。在西柏坡召开了中国土地会议，颁布并实施了《中国土地法大纲》。
民国三十七年（1948年）5月，毛泽东、周恩来、任弼时率领中共中央和解放军总部移驻西柏坡，在此组织指挥了较为出名的辽沈、淮海、平津三大战役，召开了具有伟大历史意义的中共七届二中全会。
民国三十八年（1949年）3月23日，毛泽东主席和党中央离开西柏坡迁往北京。西柏坡以其特殊的贡献载入了中国革命的史册。 
1958年，由于修建岗南水库，西柏坡和东柏坡等20个村庄被搬迁。 
1978年，为纪念中共中央和解放军总部移驻西柏坡30周年，西柏坡中共中央旧址和西柏坡纪念馆正式对外开放。

## 文化
2002年12月7日，刚当选中共中央总书记的胡锦涛和中央书记处的领导到河北省西柏坡学习考察。
2021年2月7日，中共中央总书记、国家主席、中央军委主席习近平给河北省平山县西柏坡镇北庄村全体党员回信，向乡亲们致以新春的祝福。其中提出“《团结就是力量》从你们那里唱响，成了亿万人民广为传唱的一首革命歌曲。”